# Icod de los Vinos (Gerichtsbezirk)
Der Gerichtsbezirk Icod de los Vinos ist einer der zwölf Gerichtsbezirke in der Provinz Santa Cruz de Tenerife.
Der Bezirk umfasst 6 Gemeinden auf einer Fläche von 264,27 km² mit dem Hauptquartier in Icod de los Vinos.

## Gemeinden
| Gemeinde                         | Einwohner (2024) | Fläche km² | Dichte Einw./km² | Cod INE | Postleitzahl               |
| -------------------------------- | ---------------- | ---------- | ---------------- | ------- | -------------------------- |
| Buenavista del Norte             | 4.680            | 67,42      | 69               | 38010   | 38479, 38480, 38489        |
| Garachico                        | 4.924            | 29,28      | 168              | 38015   | 38450, 38458–38460         |
| La Guancha                       | 5.593            | 23,78      | 235              | 38018   | 38440, 38441, 38449        |
| Icod de los Vinos                | 24.285           | 95,91      | 253              | 38022   | 38430, 38434, 38438, 38439 |
| Los Silos                        | 4.705            | 24,23      | 194              | 38042   | 38435, 38460, 38470, 38479 |
| El Tanque                        | 2.787            | 23,65      | 118              | 38044   | 38435                      |
| Gerichtsbezirk Icod de los Vinos | 46.974           | 264,27     | 178              | –       | –                          |